# Фиппахедельхаузен
Фиппахедельхаузен (нем. Vippachedelhausen) — община в Германии, в земле Тюрингия.
Входит в состав района Ваймарер-Ланд. Подчиняется управлению Берльштедт. Население составляет 603 человека (на 31 декабря 2010 года). Занимает площадь 10,31 км².
Община подразделяется на 9 сельских округов.